# Wapen van Boijl

Wapen van Boijl

Het wapen van Boijl is het dorpswapen van het Nederlandse dorp Boijl, in de Friese gemeente Weststellingwerf. Het wapen werd in 1987 aangenomen.

## Geschiedenis
Het wapen is ontleend aan het wapen van de eigenerfde familie Van Riesen die nabij Boijl de sate "De Riesen" bewoonde. Deze familie komt reeds in de 15e eeuw voor te Rijsberkampen en zou later vooraanstaande functies bekleden, zoals dorpsrechter. Het wapen van de familie Van Riesen is gedeeld met heraldisch rechts een klimmende vos op grasgrond en heraldisch links een takkenbos op een blauw veld. Voor het dorpswapen is echter, in overeenstemming met de familie, het oorspronkelijke wapen genomen van de familie die nabij Boijl woonde. Dit wapen toont enkel een vos met een takkenbos in de poot. De takkenbos is een sprekend deel in het wapen daar het verwijst naar het rijshout in de omgeving.

## Beschrijving
De blazoenering van het wapen luidt als volgt:
In keel een klimmende gouden vos, voerende in de rechter voorpoot een bundel rijshout van zilver.
De heraldische kleuren zijn: keel (rood), goud (goud) en zilver (zilver). Helmteken: een geharnaste of gewapende arm, de vuist ontbloot. Dekkleden: keel en goud.